# Неканін
Неканін (пол. Niekanin, нім. Necknin) — село в Польщі, у гміні Колобжеґ Колобжезького повіту Західнопоморського воєводства.
Населення — 1161 особа (2011).

## Демографія
Демографічна структура станом на 31 березня 2011 року:
|          | Загалом | Допрацездатний вік | Працездатний вік | Постпрацездатний вік |
| -------- | ------- | ------------------ | ---------------- | -------------------- |
| Чоловіки | 568     | 120                | 407              | 41                   |
| Жінки    | 593     | 125                | 378              | 90                   |
| Разом    | 1161    | 245                | 785              | 131                  |